# Kolmberg (Waffenbrunn)
Kolmberg ist ein Gemeindeteil der Gemeinde Waffenbrunn im Landkreis Cham des Regierungsbezirks Oberpfalz im Freistaat Bayern.

## Geografie
Kolmberg liegt 2 Kilometer nordöstlich von Waffenbrunn und 1 Kilometer östlich der Staatsstraße 2146. Westlich von Kolmberg verläuft die Bahnstrecke Cham–Waldmünchen. Die nächsten Haltepunkte dieser Bahn befinden sich in Balbersdorf 2 Kilometer nordwestlich und in Waffenbrunn 2 Kilometer südwestlich von Kolmberg. Östlich von Kolmberg erhebt sich der 647 Meter hohe Öchselsberg und südlich der 576 Meter hohe Hochberg. Beide Berge bilden einen gemeinsamen Westhang, auf dem sich Kolmberg befindet. An den Hängen dieser Berge gibt es zahlreiche Quellen, darunter die Preißer-Quelle und die Bauer-Quellen. Aus den Quellen entspringen mehrere Bäche, die nach Westen und Süden zum Katzbach abfließen und nach Osten zum Pinzinger Bach.

## Name, Verwechslungsmöglichkeiten
Es gibt mehrere Ortschaften mit dem Namen Kolmberg  (auch: Kalnberc, Chalnperch, Kalwenberc, Kalwenberch, Chalwenburc, Chölperch, Kahlenberg, Kolnberg). Darunter befindet sich ein Kolmberg, das heute zur Gemeinde Wald gehört und südlich von Reichenbach und südlich des Regens liegt, 28 Kilometer Luftlinie vom Kolmberg dieses Artikels entfernt. Auch dort gab es eine Burg und Diepoldinger Ministerialen. In EBIDAT, der Datenbank der Deutschen Burgenvereinigung wird gemutmaßt, dass die Besitzer der beiden Burgen Kolmberg alle der Familie der Kolmberger angehörten. Zwischen den Historikern Max Piendl, Autor von Das Landgericht Cham. In: Historischer Atlas von Bayern, Teil Altbayern. Reihe I, Heft 8 und Ingrid Schmitz-Pesch, Autorin von Roding, die Pflegämter Wetterfeld und Bruck. In: Historischer Atlas von Bayern, Teil Altbayern. Reihe I, Heft 44, besteht über verschiedene Erwähnungen von Kolmberg und seiner Besitzer Uneinigkeit. Jedenfalls bestanden beide Burgen bereits im 12. Jahrhundert.

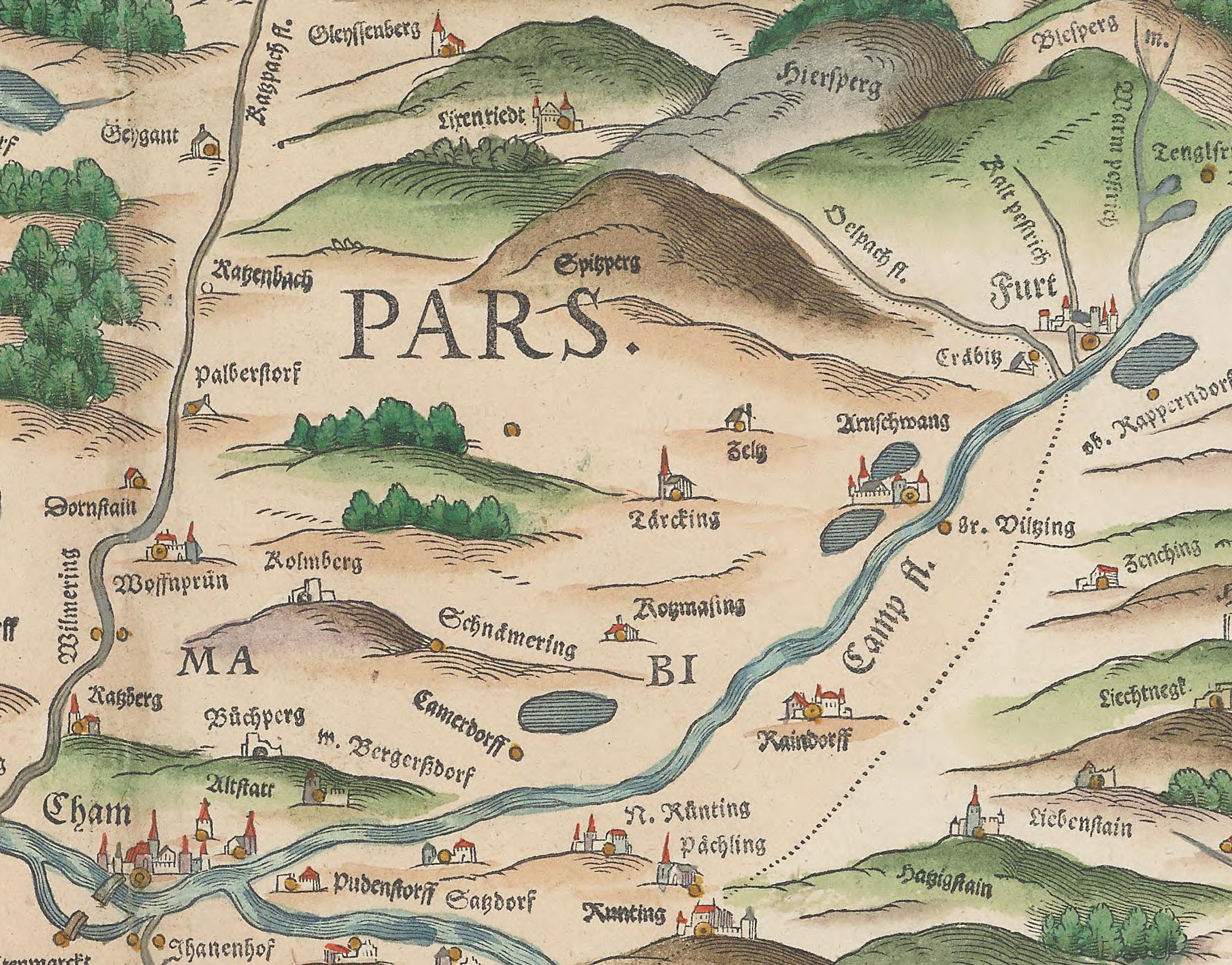
Kolmberg auf der Apian-Karte von 1568

## Geschichte
Kolmberg liegt auf dem Nordrand der Cham-Further Senke, die sowohl als Handelsstraße als auch als militärischer Aufmarschraum seit frühester Zeit Bedeutung hatte. Sie war zunächst im Besitz der Merowinger, dann der Agilolfinger. Nach Absetzung von Tassilo III. im Jahr 788 folgte den Agilolfingern das ostfränkische Königtum und im 10. Jahrhundert das deutsche Königtum. Damit wurde das Gebiet der Cham-Further Senke zum Königsland, dem Campriche. Hier wurde nun eine neue wehrpolitische Organisation geschaffen, die ein Gegengewicht zum böhmischen Chodenwesen darstellte. Besondere Bedeutung hatte in diesem Zusammenhang die Burg Cham. Im 11. Jahrhundert entstand zur weiteren militärischen Befestigung des Grenzlandes rund um die Burg Cham ein dichtes Befestigungsnetz weiterer Burgen. Zu diesen Burgen gehörte auch die Burg Kolmberg. Die Inhaber dieser Burgen waren Ministerialen der Markgrafen von Cham.
In der Landtafel von 1600 wurde Kolmberg als Hofmark verzeichnet. 1609 wurde Hans Peter Pergkofer vom Herzog die Landsasserei Kolmberg verliehen. Die Auflage dafür war, dass Pergkofer und seine Nachkommen, dem Landesherrn ein reisiges Pferd zur Verfügung stellen und Geld-, Zins- und Fruchtgülten an das Amt Cham zahlen. 1636 gehörte Kolmberg der Familie Poißl, die es 1674 an Georg Wilhelm Fuchs verkaufte. Kolmberg hatte 1752 13 Anwesen, darunter ein Gemeinde-Hüthaus. Ende des 18. Jahrhunderts war Andre Herzog Besitzer von Kolmberg. Er verkaufte es 1783 an den Chamer Bürger Anton Majrlipp.
Anfang des 19. Jahrhunderts erwarb Reichsfreiherr von Völderndorff Kolmberg. 1815 stellte Freiherr von Völderndorff den Antrag auf Bildung eines Herrschaftsgerichtes II. Klasse für Ränkam, Arnschwang und Kolmberg zusammen. Wegen seiner zerrütteten Vermögensverhältnisse wurde der Antrag 1819 zurückgestellt und erst 1821 die Errichtung eines Patrimonialgerichtes I. Klasse genehmigt. Dies hatte jedoch nur bis 1826 Bestand, dann wurde der Besitz durch einen Anwalt der Gläubiger verwaltet und 1832 vom Staat aufgekauft, mit Ausnahme von Kolmberg. Dabei stand den Gläubigern kein Recht auf Kolmberg zu. In Kolmberg wurde ein Patrimonialgericht II. Klasse eingerichtet. Wegen der schlechten Vermögensverhältnisse lehnt das Finanzministerium den Kauf von Kolmberg ab. Es wurde von Baron Voith von Voithenberg erworben.
1808 wurde die Verordnung über das allgemeine Steuerprovisorium erlassen. Mit ihr wurde das Steuerwesen in Bayern neu geordnet und es wurden Steuerdistrikte gebildet. Dabei wurde Kolmberg Steuerdistrikt. Der Steuerdistrikt Kolmberg umfasste zunächst die Orte Balbersdorf mit Klinglhof und Klinglmühle, Klessing, Kolmberg, Saisting mit Schnabelmühle. 1821 wurde die Einteilung in Steuerdistrikte überarbeitet. Dabei kam Habersdorf zum Steuerdistrikt Kolmberg.
1821 wurden im Landgericht Cham Gemeinden gebildet. Dabei wurde Kolmberg patrimonialgerichtische Gemeinde. Die Gemeinde Kolmberg umfasste 1867 die Orte Klessing, Kolmberg, Saisting und Schnabelmühle.  Bei der Gebietsreform in Bayern wurde 1972 die Gemeinde Kolmberg in die Gemeinde Waffenbrunn eingemeindet.

## Pfarreizugehörigkeit
Kolmberg gehörte zunächst zur Pfarrei Chammünster. 1923 wurde Kolmberg der neu gegründeten Pfarrei Waffenbrunn zugeteilt. 1997 hatte Kolmberg 295 Katholiken.

## Einwohnerentwicklung ab 1838

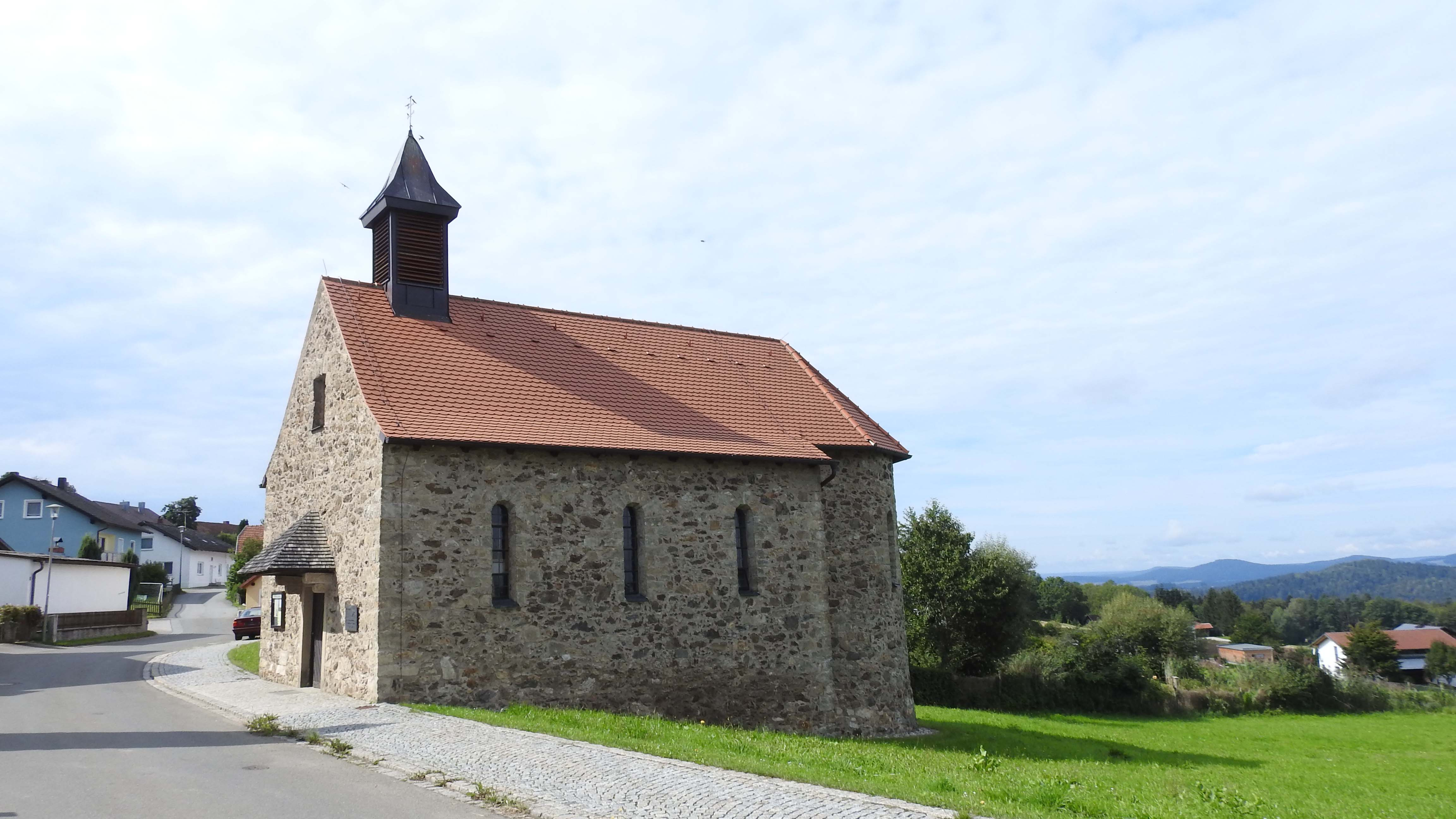
Dorfkapelle Kolmberg

| Jahr | Einwohner | Gebäude |
| ---- | --------- | ------- |
| 1838 | 261       | 40      |
| 1861 | 264       | 98      |
| 1871 | 263       | 139     |
| 1885 | 281       | 47      |
| 1900 | 247       | 46      |
| 1913 | 289       | 53      |

| Jahr | Einwohner | Gebäude |
| ---- | --------- | ------- |
| 1925 | 303       | 48      |
| 1950 | 310       | 50      |
| 1961 | 255       | 56      |
| 1970 | 316       | k. A.   |
| 1987 | 307       | 85      |
| 2011 | 265       | k. A.   |

## Tourismus und Denkmalschutz
Durch Kolmberg führt der Pandurensteig.
Die Filialkirche Hl. Petrus Canisius in Kolmberg, Kirchstraße 8, ist ein giebelständiger und abgewalmter Satteldachbau mit eingezogener Apsis und Giebeldachreiter. Sie wurde 1932 als romanisierender Granitquaderbau geschaffen. Sie steht unter Denkmalschutz mit der Denkmalnummer D-3-72-168-15.
Auf dem Öchselsberg befindet sich der mittelalterliche Burgstall Kolmberg. Er ist ein geschütztes Bodendenkmal mit der Denkmalnummer D-3-6742-0020.
Das frühneuzeitliche Schloss Kolmberg brannte 1868 ab und wurde nicht wieder aufgebaut. Das Gelände auf dem es stand ist als Bodendenkmal mit der Denkmalnummer D-3-6742-0081 verzeichnet. Es enthält archäologische Befunde.